# 폭스바겐 ID.4
폭스바겐 ID.4(독일어: Volkswagen ID.4)와 폭스바겐 ID.5(독일어: Volkswagen ID.5)는 배터리 전기 컴팩트 크로스오버 SUV로 폭스바겐에서 생산한다. MEB 플랫폼을 기반으로 한 ID.4는 폭스바겐 ID. 시리즈의 두 번째 모델이다. ID.4의 양산형은 2020년 9월 폭스바겐 브랜드 최초의 완전 전기 크로스오버 SUV로 공개되었으며, ID.4의 쿠페형 변형(아우디 Q8 스포츠백 e-트론과 유사)은 폭스바겐 ID.5로 출시되어 2021년 11월에 공개되었다.
폭스바겐은 ID.4를 대량 생산, 대중 시장용 전기차로 포지셔닝했으며, 광고에서 "백만장자가 아닌 수백만 명을 위한 차"라고 주장했다. 유럽 고객에게는 2020년 말부터, 북미 시장에는 2021년 1분기부터 인도되었다.
ID.4는 2021년 올해의 세계 자동차에서 2위 혼다 e와 토요타 야리스를 제치고 선정되었다.
이 차량은 2024년형으로 업데이트되어 더 강력하고 효율적인 APP 550 전동기와 향상된 주행 거리, 그리고 대폭 수정된 소프트웨어 및 인포테인먼트 하드웨어를 포함한다.

## 개요
ID.4는 2017년 상하이 모터쇼와 프랑크푸르트 모터쇼에서 각각 공개된 I.D. 크로즈 및 I.D. 크로즈 II 콘셉트 카를 통해 미리 선보였다. 2019년 프랑크푸르트 모터쇼에서 ID.4 프로토타입 버전이 위장된 채로 등장했는데, 이는 독일 브랜드의 첫 번째 대중 시장용 전기차인 ID.3의 주목을 뺏지 않기 위함이었다.
생산 버전은 2020년 9월 23일 전 세계적으로 공개되었다. 주로 유럽 시장을 겨냥한 ID.3과 달리, ID.4는 북미 지역을 핵심 시장 중 하나로 삼았다. 폭스바겐 그룹 아메리카의 CEO 스캇 키오그는 ID.4가 "GTI처럼 운전하고, 티구안의 패키징을 가졌으며, 비틀의 목적을 지닌다"고 말하며 그 주행 역학, 디자인 및 기술을 강조했다.
출시 당시, 전기 SUV는 후륜에 전동기가 장착된 후륜 구동 방식으로만 제공되었고, 듀얼 모터 사륜 구동 버전은 나중에 출시될 예정이었다. 첫 판매는 ID.4 "1st 에디션"이었는데, 이는 시리즈 생산 모델과 일부 내외장 특징이 다르다.
ID.4의 헤드라이트와 테일라이트는 대부분 LED 램프이며, 일부 지역에서는 매트릭스 LED 라이트가 선택 사항이다. 전면부에는 라디에이터와 공기조화기술 시스템의 일부가 위치한 낮은 위치의 공기 흡입구가 특징이다. 짧은 오버행과 2,766 mm (108.9 in)의 휠베이스는 총 4,584 mm (180.5 in)의 길이를 더한다. 휠은 18-21인치 크기로 제공된다. RWD 모델은 선택적 견인 바를 사용하여 최대 1,000 kg (2,200 lb)의 제동 트레일러를 견인할 수 있으며, 루프 레일이 기본으로 장착된다.
5.3인치 운전자 디스플레이와 10인치 인포테인먼트 화면, 그리고 애플 카플레이와 안드로이드 오토가 기본 장비로 포함된 ID.4는 선택 사양으로 증강 현실 헤드업 디스플레이(HUD)와 12인치 인포테인먼트 화면을 제공한다. 디자인에는 앞유리 아래에 라이트 스트립이 있어 충전 시 충전 상태(SOC)나 브레이크 경고와 같은 특정 기능과 관련된 시각적 신호를 제공하며, 폭스바겐은 이를 "ID. 라이트"라고 부른다. 안전 기능에는 폭스바겐의 Car2X 통신 시스템이 포함된다.
저온 조건에서 주행 거리를 연장하는 선택 사양 열펌프는 캐나다와 같은 특정 시장에서 제공되거나 기본 장비로 장착되며 R744 (CO2) 냉매를 사용한다. 폭스바겐은 열펌프가 저항 히터보다 2-3배 더 효율적으로 실내를 따뜻하게 할 수 있다고 주장한다.
트렁크는 543L의 부피를 제공하며 뒷좌석을 접으면 1,575L로 늘어난다. 이 차량은 앞부분에 수납 공간("프렁크")을 제공하지 않는다. ID.4는 오스트랄라시아에 ID.3, ID.5, ID. 버즈와 함께 2024년 중반에 출시될 예정이었다. ID.4와 ID.5의 호주 출시는 원래 날짜보다 지연되었다.
2024년형 모델부터 ID.4/5는 새로운 소프트웨어를 탑재한 더 큰 12.9인치 인포테인먼트 디스플레이를 포함한 업데이트를 받았다. 82kWh 모델은 또한 업그레이드된 APP 550 모터를 장착하여 동시에 향상된 출력과 효율성을 제공한다.

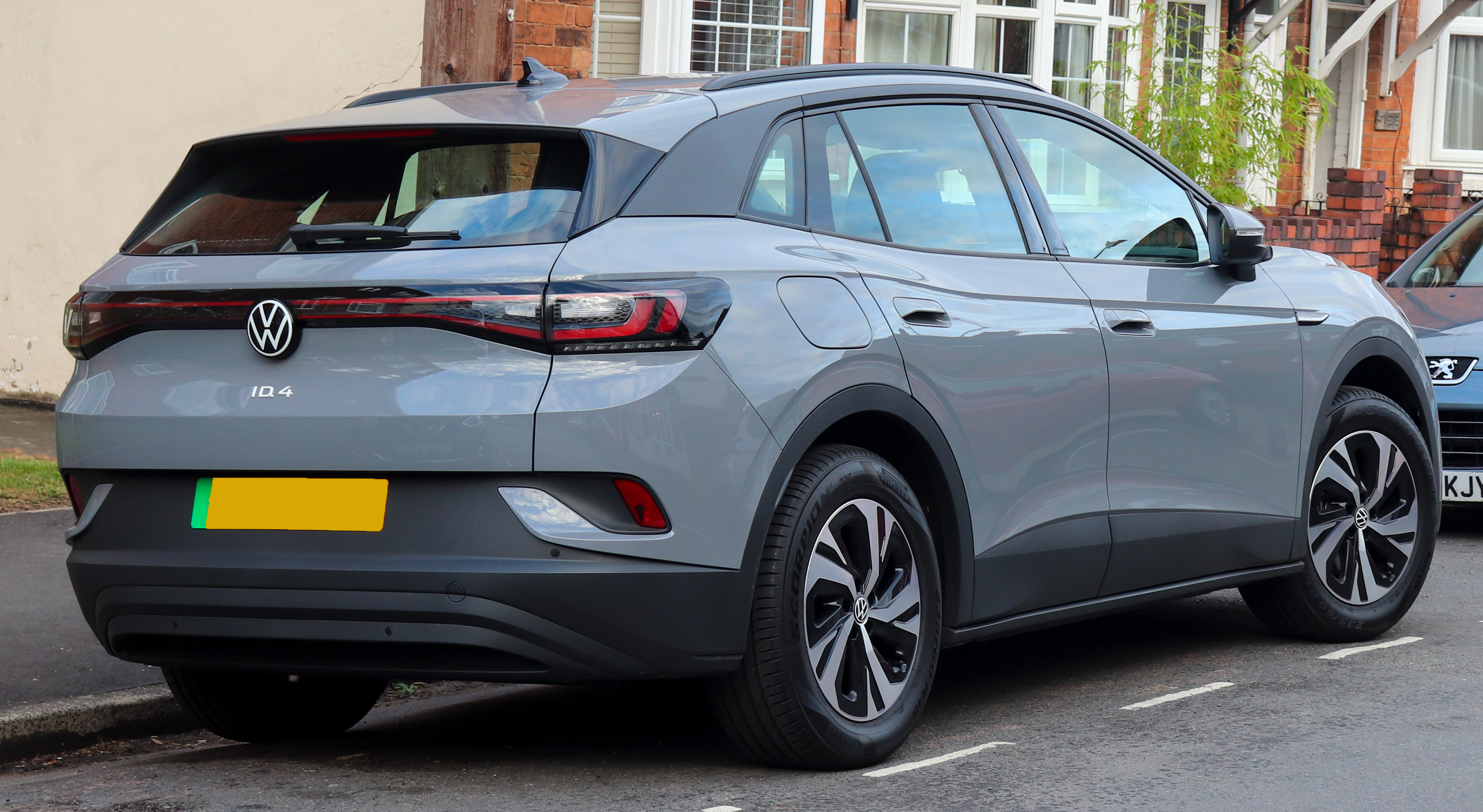
후면
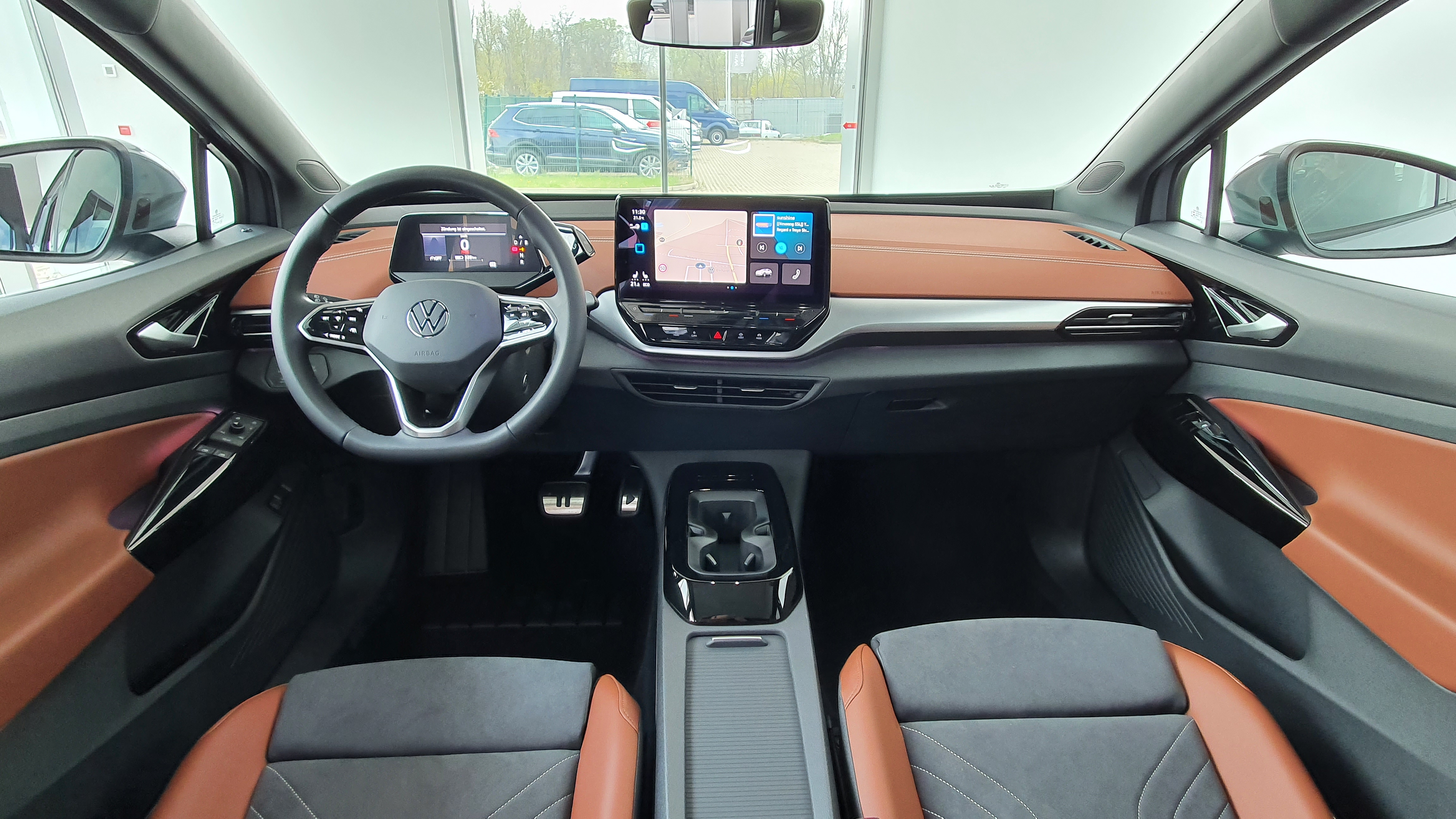
내부

### 폭스바겐 ID.5
폭스바겐 ID.5는 2021년 8월에 미리 선보였고, 2021년 11월에 공개되었으며, 2022년 1월부터 생산되었다. ID.4보다 0.02 낮은 0.26의 항력 계수를 특징으로 한다. 이 모델은 Pro, Pro Performance, GTX 세 가지 변형으로 제공되며, GTX는 듀얼 모터 사륜 구동 레이아웃을 사용한다. 세 가지 파워트레인 옵션이 제공되지만, ID.4와 달리 ID.5는 77kWh의 단일 배터리 용량으로만 제공된다. ID.5의 경사진 루프 라인은 적재 공간을 줄여 뒷좌석을 올렸을 때 549L, 뒷좌석을 접었을 때 1,561L를 제공한다.

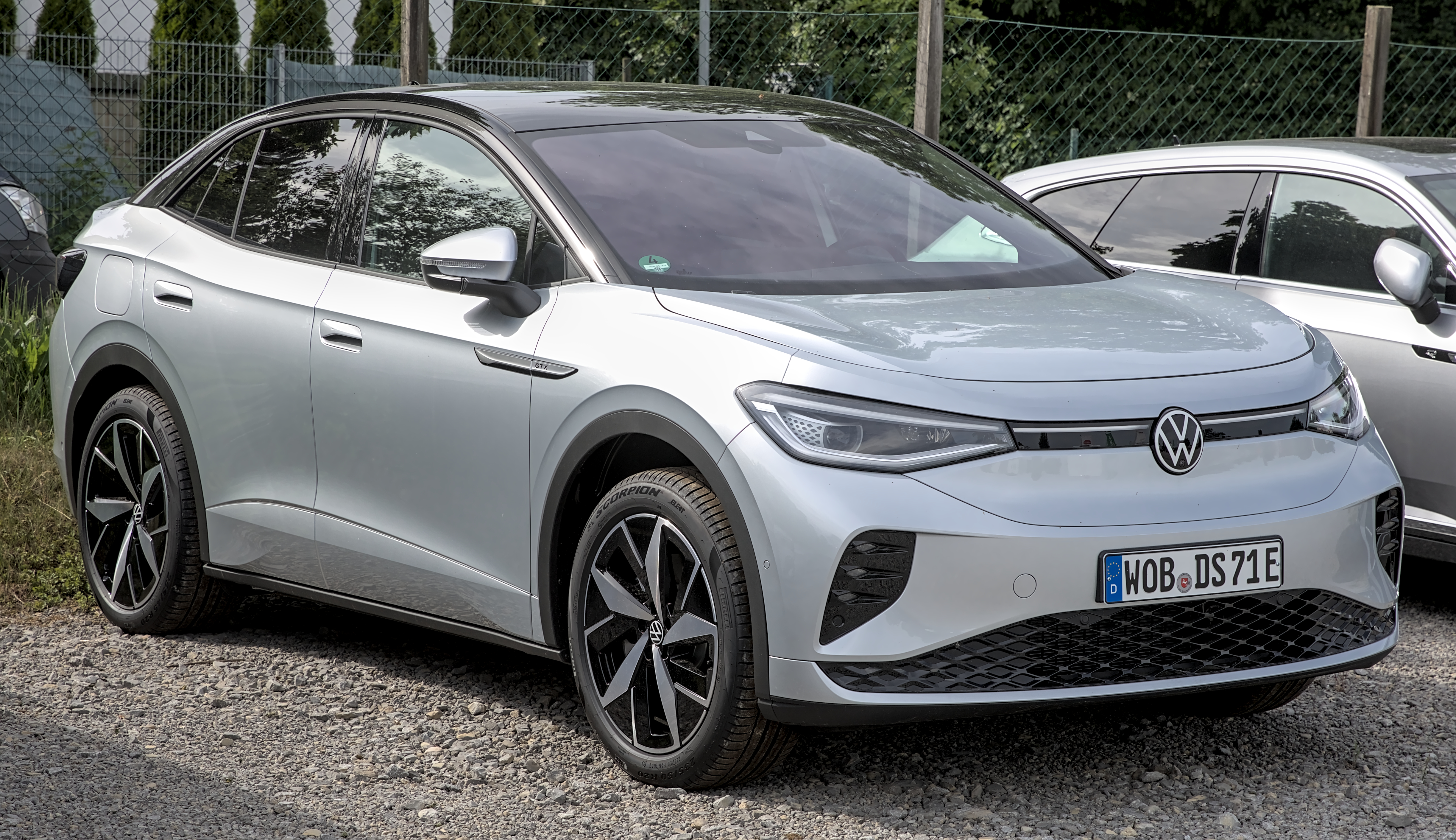
폭스바겐 ID.5 GTX
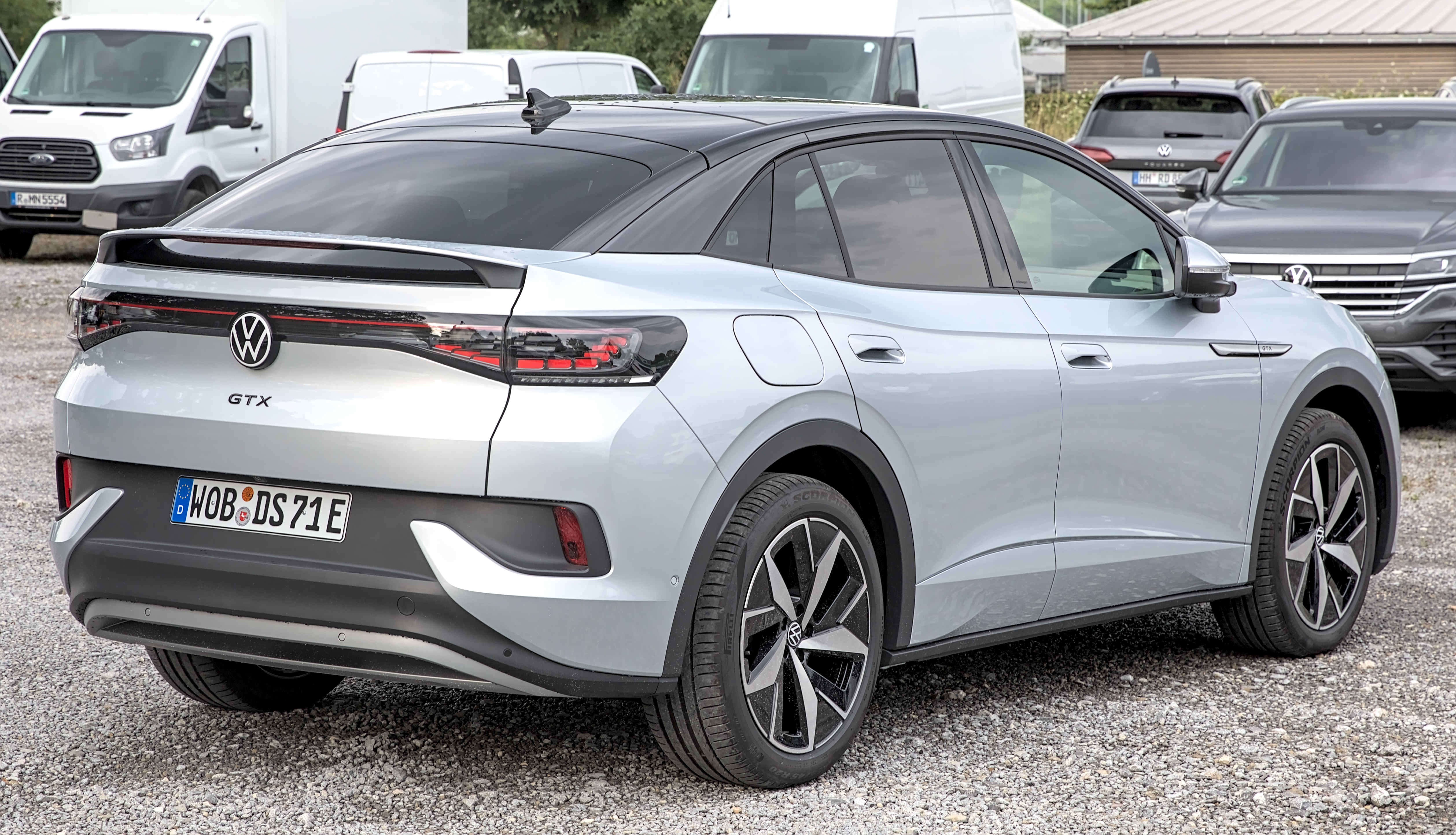
후면

## 제원

### 파워트레인
2024년형 모델부터 ID.4는 APP 550 전기차량 구동 장치를 장착하며, 이는 후륜에 위치한 유랭식 브러시리스 영구 자석 동기 전동기이다. 이 모터는 최대 210 kW (286 PS; 282 hp)의 출력과 최대 550 N·m (410 lb·ft)의 토크를 생산하며, 최대 16,000 rpm의 속도로 회전한다. 사륜 구동 모델은 전륜에 추가 모터가 장착된다.
ID.4는 서비스 브레이크 페달을 사용하여 제동 시 에너지를 회생하며, 최대 0.25 g의 감속을 제공한다. 기어 셀렉터를 "D" 모드로 설정하고 운전자가 가속 페달에서 발을 떼면, 에너지를 보존하기 위해 차량은 모터가 자유롭게 회전하면서 타력 주행하도록 설정된다. 그러나 차량은 "B" 모드로 설정하여 최대 0.25g의 힘으로 회생 제동을 할 수도 있다. 더 강한 감속이 필요한 경우, 차량은 전면의 디스크 브레이크와 후면의 밀폐형 드럼 브레이크를 통해 전기적으로 증강된 재래식 유압 브레이크를 사용한다.

### 배터리
배터리는 리튬 이온 전지팩으로 구성되며, 10개의 칸에 9개의 배터리 모듈(퓨어 모델) 또는 12개의 모듈(프로 모델)을 수납한다. 각 모듈에는 개별 배터리 셀 (모듈당 24개)이 직사각형 알루미늄 케이스에 담겨 차량 하부에 위치한다. 소형 배터리는 55kWh의 에너지 함량을 가지며, 이 중 52kWh는 사용자가 사용할 수 있고, 대형 팩은 82/77kWh이다. 62kWh 총용량, 58kWh 순용량의 배터리 팩을 탑재한 모델은 2022년 북미 시장에 출시되었다. LG에너지솔루션이 공급한 82kWh 배터리는 원래 최대 125kW의 DC 급속 충전 속도를 가졌으나, 무선 업데이트를 통해 135kW로 증가했다.
배터리의 열 관리 시스템은 배터리 온도를 25 °C (77 °F)의 이상적인 범위로 유지하도록 설계되었으며, 수랭 방식을 사용한다.
| 모델명                        | 모델명                        | ID.4 퓨어/퓨어 퍼포먼스                                                                    | ID.4 스탠다드 ID.4 S    | ID.5 프로 ID.5 프로 퍼포먼스                                                               | ID.4 프로 ID.4 프로 퍼포먼스 ID.4 프로 S                                                   | ID.4 AWD ID.4 AWD 프로 ID.4 AWD 프로 S (북미) ID.4 GTX (기타 시장) | ID.5 GTX                                                      |
| ----------------------------- | ----------------------------- | ------------------------------------------------------------------------------------------ | ----------------------- | ------------------------------------------------------------------------------------------ | ------------------------------------------------------------------------------------------ | ------------------------------------------------------------------ | ------------------------------------------------------------- |
| 배터리 용량                   | 총                            | 55 kWh                                                                                     | 62 kWh                  | 82 kWh                                                                                     | 82 kWh                                                                                     | 82 kWh                                                             | 82 kWh                                                        |
| 배터리 용량                   | 사용 가능                     | 52 kWh                                                                                     | 58 kWh                  | 77 kWh                                                                                     | 77 kWh                                                                                     | 77 kWh                                                             | 77 kWh                                                        |
| 구동계                        | 구동계                        | RWD                                                                                        | RWD                     | RWD                                                                                        | RWD                                                                                        | AWD                                                                | AWD                                                           |
| 출시                          | 출시                          | 2021년 봄                                                                                  | 2022년 여름             | 2022년 겨울                                                                                | 2021년 봄                                                                                  | 2021년 여름                                                        | 2022년 겨울                                                   |
| 주행 거리                     | EPA                           | 빈칸                                                                                       | 209 마일 (336 km)       | 빈칸                                                                                       | 291 mi (468 km)                                                                            | 263 mi (423 km)                                                    | 빈칸                                                          |
| 주행 거리                     | WLTP                          | 363 km (226 mi)                                                                            | 빈칸                    | 553 km (344 mi)                                                                            | 546 km (339 mi)                                                                            | 512 km (318 mi)                                                    | 529 km (329 mi)                                               |
| 가속 시간                     | 0–60 mph (0–97 km/h)          | 빈칸                                                                                       | 7.1초                   | 빈칸                                                                                       | 7.7초 2024년형부터: 5.9초                                                                  | 5.7초 2024년형부터: 4.9초                                          | 빈칸                                                          |
| 가속 시간                     | 0–100 km/h (0–62 mph)         | 10.9초 또는 9초 2024년형부터: 9초                                                          | 빈칸                    | 10.4초 또는 8.4초 2024년형부터: 6.7초                                                      | 10.4초 또는 8.5초 2024년형부터: 6.7초                                                      | 6.2초 2024년형부터: 5.4초                                          | 6.3초 2024년형부터: 5.4초                                     |
| 출력                          | 출력                          | 109 kW (146 hp; 148 PS) 또는 125 kW (168 hp; 170 PS) 2024년형부터: 125 kW (168 hp; 170 PS) | 150 kW (201 hp; 204 PS) | 128 kW (172 hp; 174 PS) 또는 150 kW (201 hp; 204 PS) 2024년형부터: 210 kW (282 hp; 286 PS) | 128 kW (172 hp; 174 PS) 또는 150 kW (201 hp; 204 PS) 2024년형부터: 210 kW (282 hp; 286 PS) | 220 kW (295 hp; 299 PS) 2024년형부터: 250 kW (335 hp; 340 PS)      | 220 kW (295 hp; 299 PS) 2024년형부터: 250 kW (335 hp; 340 PS) |
| 최대 토크                     | 최대 토크                     | 220 N·m (162 lb·ft) 또는 310 N·m (229 lb·ft) 2024년형부터: 310 N·m (229 lb·ft)             | 310 N·m (229 lb·ft)     | 235 N·m (173 lb·ft) 또는 310 N·m (229 lb·ft) 2024년형부터: 545 N·m (402 lb·ft)             | 235 N·m (173 lb·ft) 또는 310 N·m (229 lb·ft) 2024년형부터: 545 N·m (402 lb·ft)             | 460 N·m (339 lb·ft) 2024년형부터: 679 N·m (501 lb·ft)              | 460 N·m (339 lb·ft) 2024년형부터: 679 N·m (501 lb·ft)         |
| 최고 속도                     | 최고 속도                     | 160 km/h (99 mph)                                                                          | 160 km/h (99 mph)       | 160 km/h (99 mph) 2024년형부터: 180 km/h (112 mph)                                         | 160 km/h (99 mph) 2024년형부터: 180 km/h (112 mph)                                         | 180 km/h (112 mph)                                                 | 180 km/h (112 mph)                                            |
| 공차 중량                     | 공차 중량                     | 1,987 kg (4,381 lb)                                                                        | 1,958 kg (4,317 lb)     | 2,143 kg (4,725 lb)                                                                        | 2,156 kg (4,753 lb)                                                                        | 2,256 kg (4,974 lb)                                                | 2,167 kg (4,777 lb)                                           |
| DC 급속 충전 (DCFC) 최대 속도 | DC 급속 충전 (DCFC) 최대 속도 | 115 kW                                                                                     | 140 kW (이전 125 kW)    | 135 kW                                                                                     | LG ES: 135 kW (이전 125 kW); SK On: 175 kW (이전 170 kW)                                   | 175 kW                                                             | 175 kW                                                        |
| AC 충전 최대 전력             | AC 충전 최대 전력             | 11 kW, 이전 7.2 kW                                                                         | 11 kW                   | 11 kW                                                                                      | 11 kW                                                                                      | 11 kW                                                              | 11 kW                                                         |
| 충전 시간                     | 0-100% 11.0 kW AC             | 330분                                                                                      | 450분                   | 480분                                                                                      | 480분                                                                                      | 480분                                                              | 480분                                                         |
| 충전 시간                     | 10-80% DC (최대 속도)         | 28분 (115 kW)                                                                              | 29분 (140 kW)           | 28분 (135 kW)                                                                              | 28분 (유럽 135 kW; 북미 175 kW)                                                            | 28분 (175 kW)                                                      | 28분 (175 kW)                                                 |

## 시장

### 유럽
유럽 시장의 경우 ID.4는 4가지 전동기 옵션으로 제공된다. 146 hp (148 PS; 109 kW) 또는 168 hp (170 PS; 125 kW) 버전은 52kWh 전지팩으로 구동되는 반면, 더 큰 77kWh 배터리는 172 hp (174 PS; 128 kW) 또는 201 hp (204 PS; 150 kW) 모터와 짝을 이룰 수 있으며, 1회 충전으로 WLTP 주행 거리가 "최대" 323 mi (520 km)이다. 최고급 모델은 8.5초 만에 0–100 km/h (0–62 mph) 가속이 가능하다.
ID.4의 사륜 구동 버전은 유럽에서 ID.4 GTX로 판매되며, 5.7초 만에 0–96 km/h (0–60 mph) 가속하고 6.2초 만에 0–100 km/h (0–62 mph) 가속한다.
위에 제시된 모든 값은 모델 출시 이후 크게 변경되었다. 2024년형 모델의 경우 가장 빠른 모델의 0-100km/h 가속 시간은 5.4초이다.
ID.4는 생산 시작부터 독일 츠비카우-모젤 공장에서 생산되고 있으며, 2022년 5월부터는 엠덴 공장에서도 생산되고 있다.

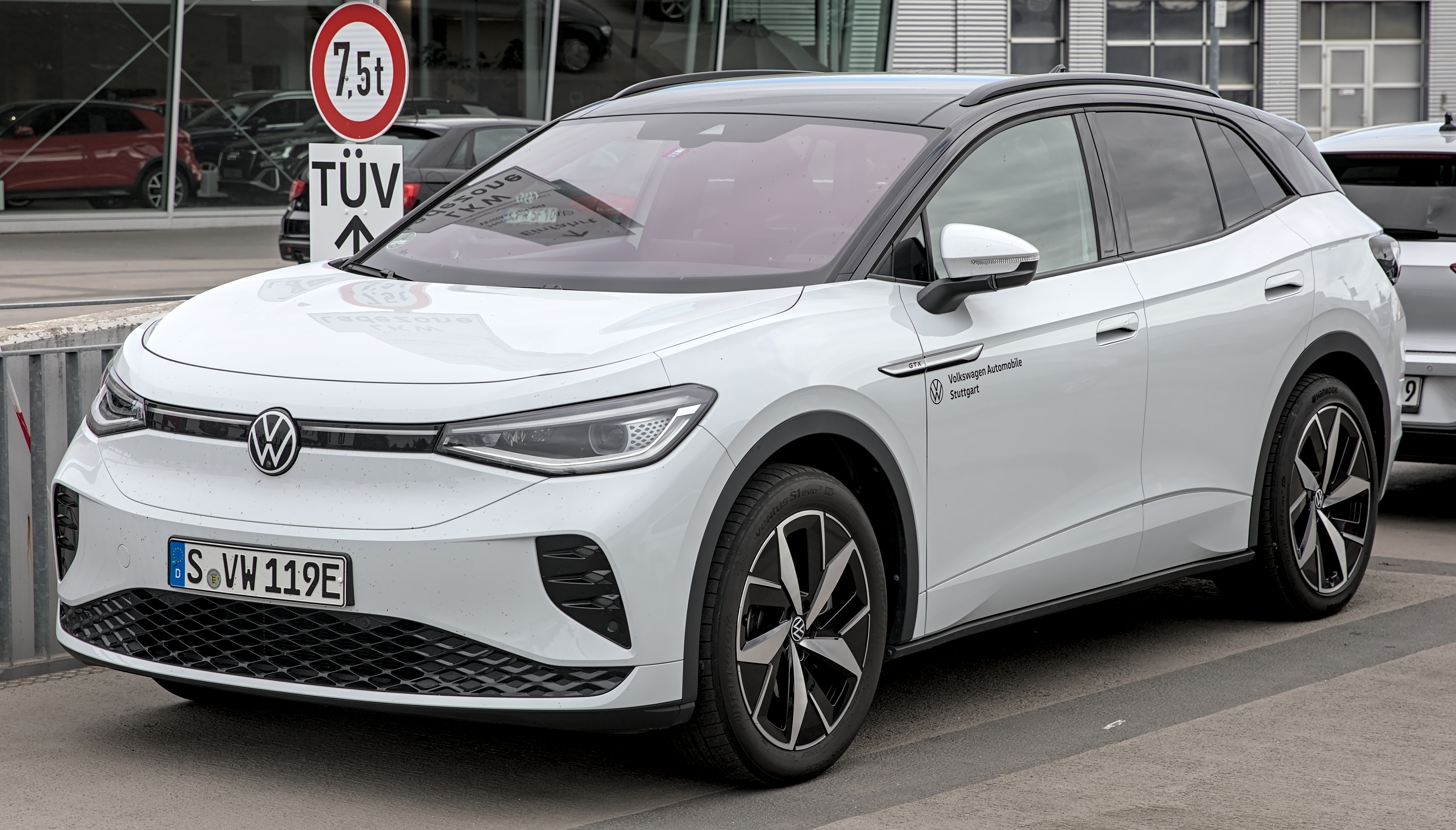
폭스바겐 ID.4 GTX
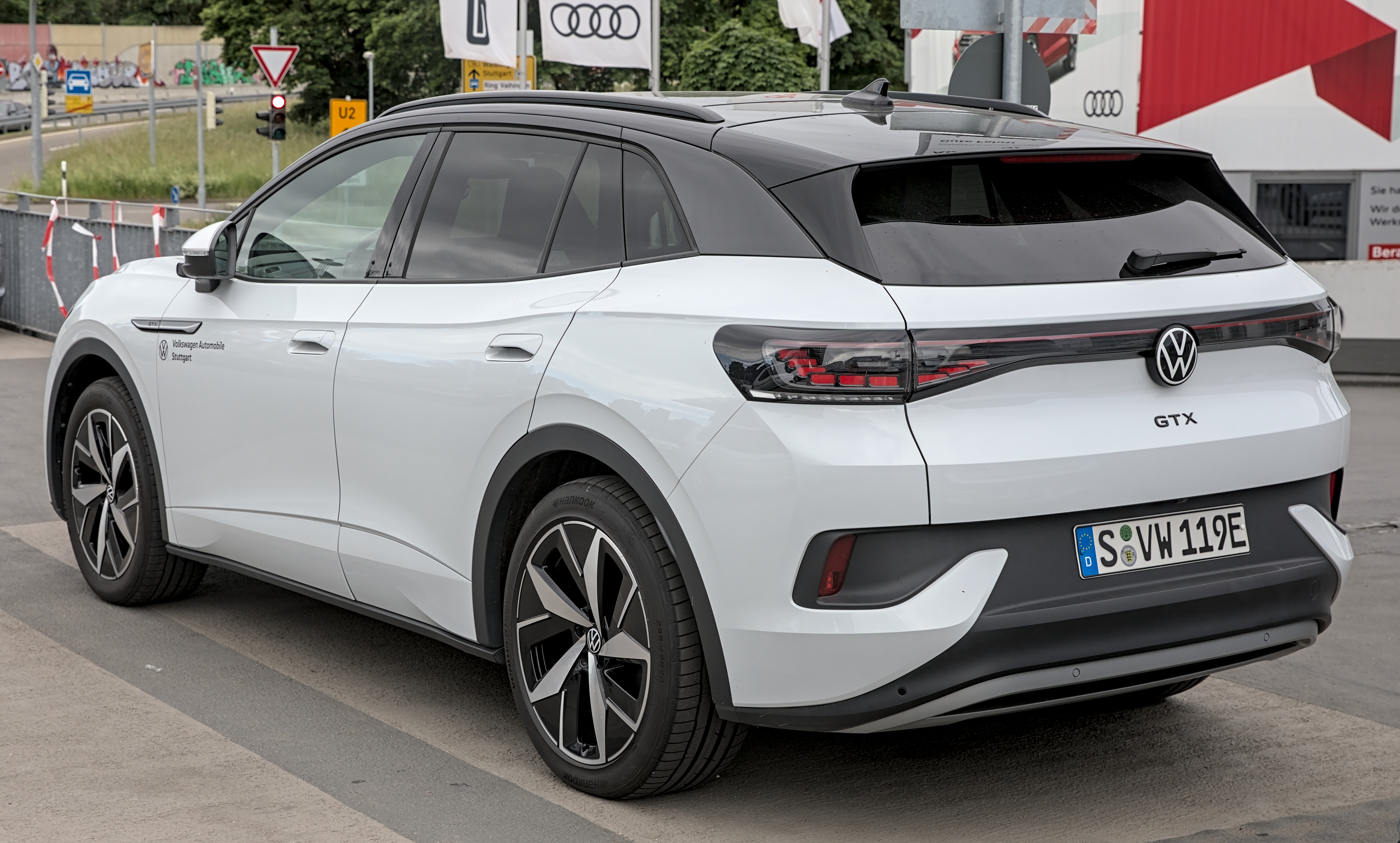
폭스바겐 ID.4 GTX
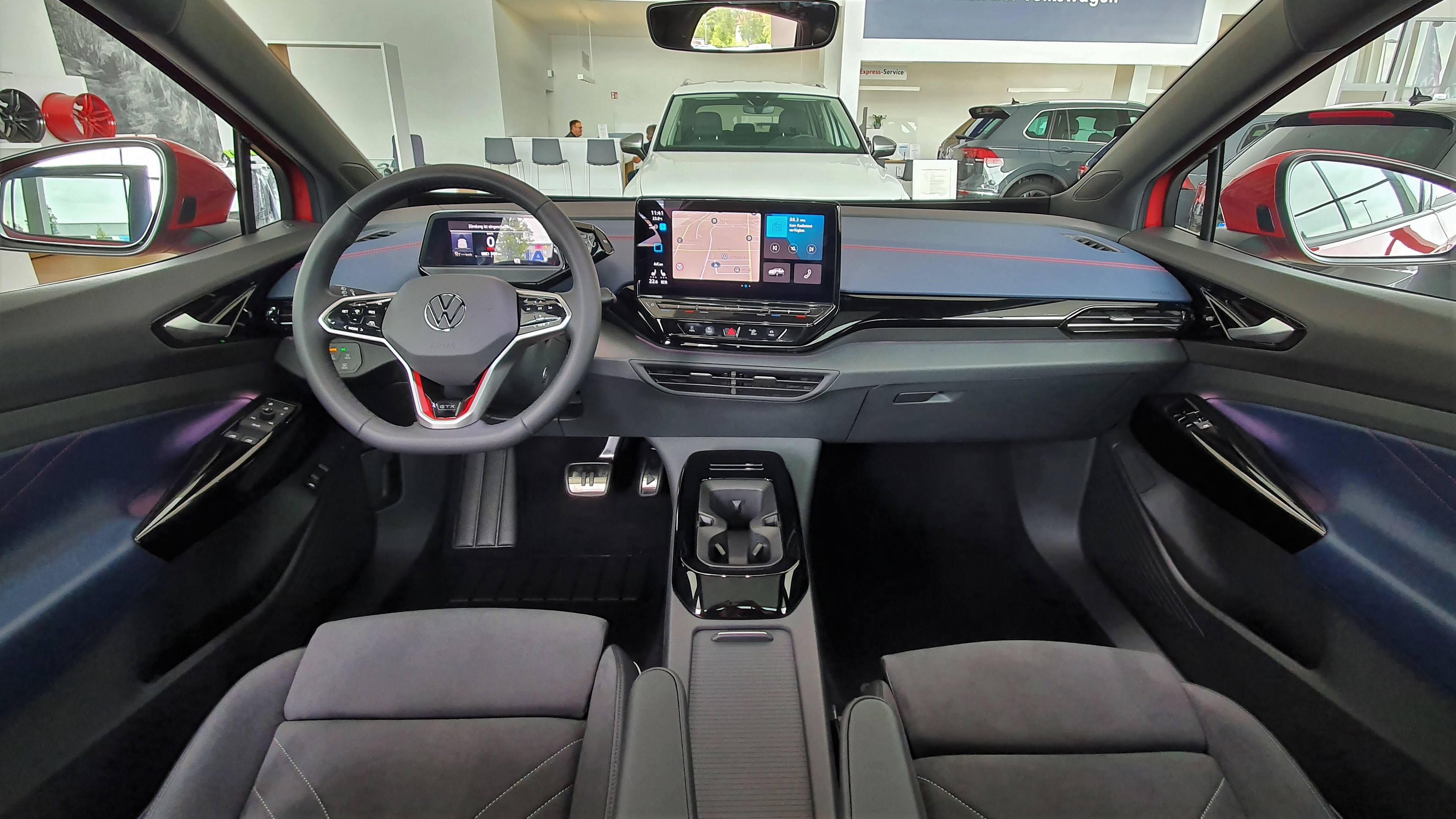
내부

### 북미
북미 시장의 경우, 제공되는 구성은 201 마력 (150 kW) 및 229 파운드피트 (310 N·m)의 토크를 생산하는 RWD 구성 또는 295 마력 (220 kW) 및 339 파운드피트 (460 N·m)의 토크를 생산하는 AWD 구성이다. 이 차량은 하부에 위치한 62kWh 또는 82kWh 전지팩 (총 용량)으로 구동된다. 82kWh 전지팩은 버전에 따라 EPA 주행 주기에서 완전 충전 시 245–280 mi (394–451 km)의 주행 거리를 제공한다. 62kWh 전지팩은 EPA에서 209 마일 (336 km)로 평가되었다.
2021-2022년형 모델은 북미로 수입되었으며, 2022년형 모델부터는 츠비카우-모젤 공장 또는 엠덴 공장에서 생산되었다.
2022년 8월, 폭스바겐은 2023년형 ID.4에 대해 생산 위치 변경 및 추가 기능을 발표했다. 2023년형 모델부터 북미에서 판매되는 폭스바겐 ID.4는 폭스바겐 채터누가 조립 공장에서 생산된다.
채터누가는 2022년 7월 26일부터 ID.4 생산을 시작했다.
2023년형 북미 ID.4는 중간 규모의 부분 변경을 거쳤다. 새로운 62kWh 전지팩이 도입되어 이제 새로운 스탠다드 및 S 트림 레벨에서 제공된다. 62kWh (총 용량) 전지팩은 SK 온에서만 공급되며 최대 충전 속도는 140kW이다. 스탠다드 트림 레벨은 ID.4의 기본 가격을 37,495달러로 낮췄다 (2022년 12월부터는 38,995달러로 인상). 더 큰 82kWh (총 용량) 전지팩은 업데이트되었고 2022년 12월부터는 생산량 증대를 위해 SK 온과 LG에너지솔루션 두 배터리 공급업체로 나뉘었다. 82kWh RWD 모델 중 일부 차량은 170kW의 최대 충전 속도를 제공하는 SK 온 전지팩을 사용하고, 다른 차량은 대부분 2023년형 이전 모델에서 사용되었던 135kW의 최대 충전 속도를 가진 LG에너지솔루션 전지팩을 사용한다. 모든 82kWh AWD 모델은 170kW의 최대 충전 속도를 가진 SK 온 배터리를 사용한다. 폭스바겐은 SK 온 전지팩의 10-80% DC 급속 충전 시간을 30분으로, LG 전지팩의 경우 36분으로 명시하고 있다. 두 전지팩의 배터리 용량과 EPA 등급 주행 거리는 동일하다.
2023년형 부분 변경에는 재설계된 센터 콘솔, 새로운 소프트웨어를 탑재한 더 큰 12인치 디스커버 프로 맥스 인포테인먼트 시스템, 파크 어시스트 플러스 (자율 주차 시스템), 폭스바겐 트래블 어시스트로 브랜드화된 반자율 고속도로 보조 시스템의 차선 변경 보조 기능 (트래블 어시스트는 모든 북미 ID.4에 기본 제공되지만, 2021-22년형 모델에는 차선 변경 보조 기능이 없음), 그리고 모든 트림에 표준으로 제공되는 45W USB-C 고속 장치 충전 기능이 포함된다. 또한 에리어 뷰 (서라운드 뷰 카메라 시스템), 3존 자동 온도 제어, 열선 내장 뒷좌석, 그리고 새로운 도색 색상과 같은 새로운 옵션도 추가되었다.

### 중국
폭스바겐 ID.4는 중국에서 ID.4 X와 ID.4 크로즈 두 가지 모델로 판매된다. 이 두 모델은 스타일링이 약간 다르며 각각 상하이 폭스바겐과 제일-폭스바겐 모터스에서 생산한다.

ID.4 크로즈는 유럽형 ID.4와 유사하며, 더 작은 배터리와 NEDC 테스트 기준 400 km (249 mi)의 주행 거리 및 125 kW (168 hp; 170 PS)의 출력을 제공하는 버전과, 550 km (342 mi)의 주행 거리 및 150 kW (201 hp; 204 PS)의 출력을 제공하는 장거리 버전이 있다. 듀얼 모터 사륜 구동과 225 kW (302 hp; 306 PS)의 출력, 그리고 520 km (323 mi)의 주행 거리를 제공하는 고성능 버전도 출시될 예정이다. SAIC-폭스바겐 ID.4 X는 주로 다른 범퍼 추가를 통해 길이가 20 mm (0.8 in) 늘어났다.

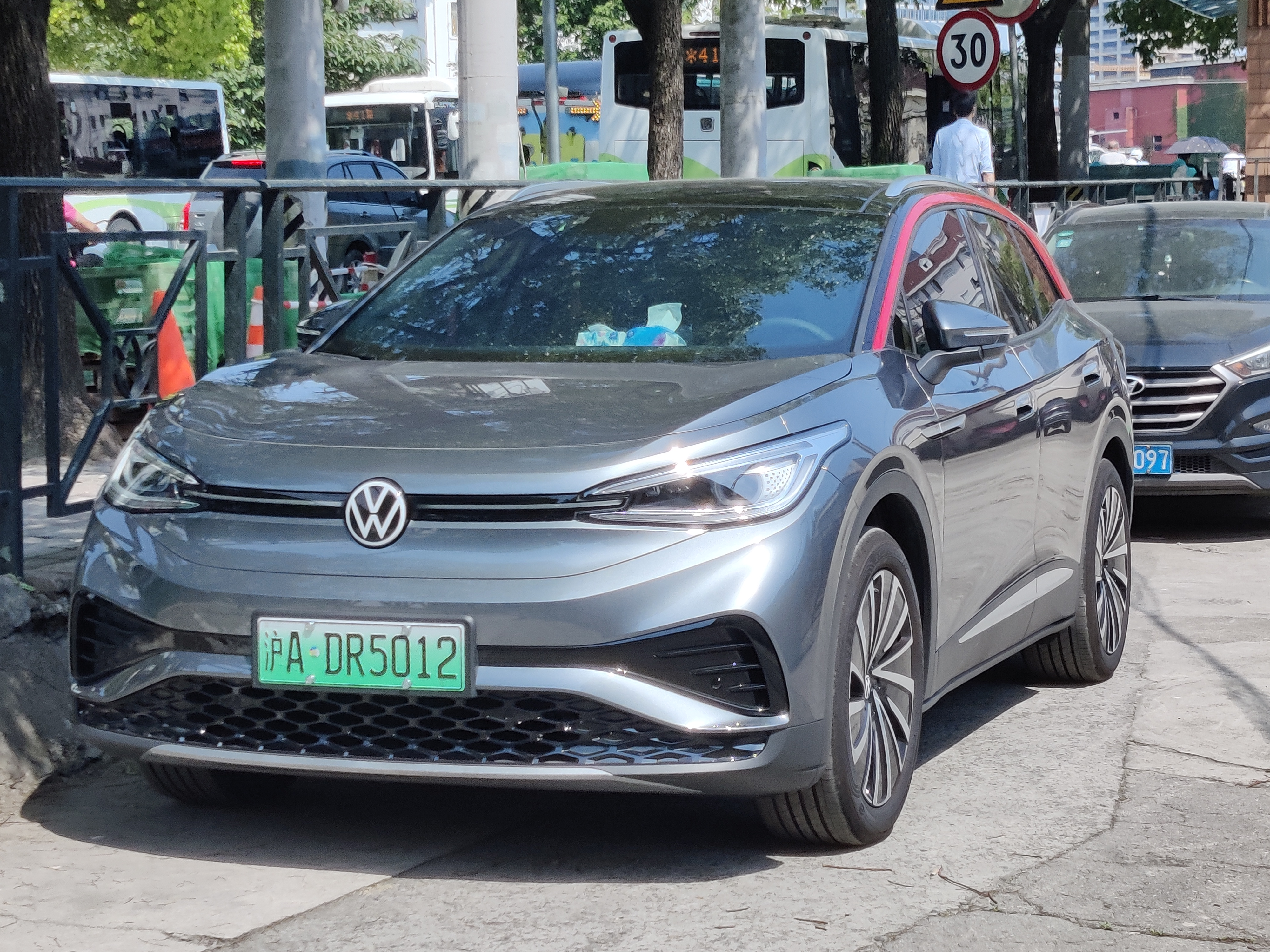
폭스바겐 ID.4 X (중국)
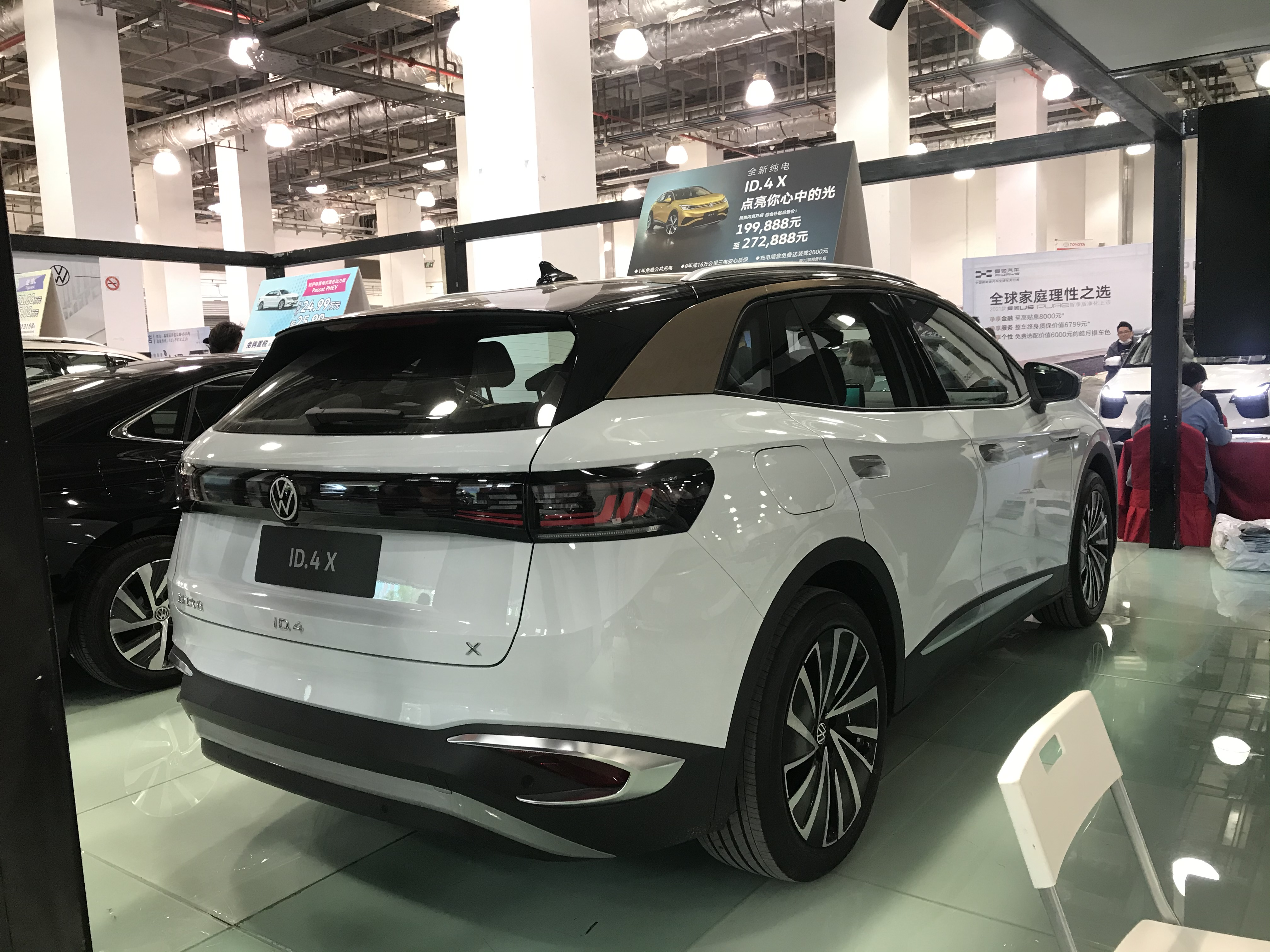
폭스바겐 ID.4 X (중국)
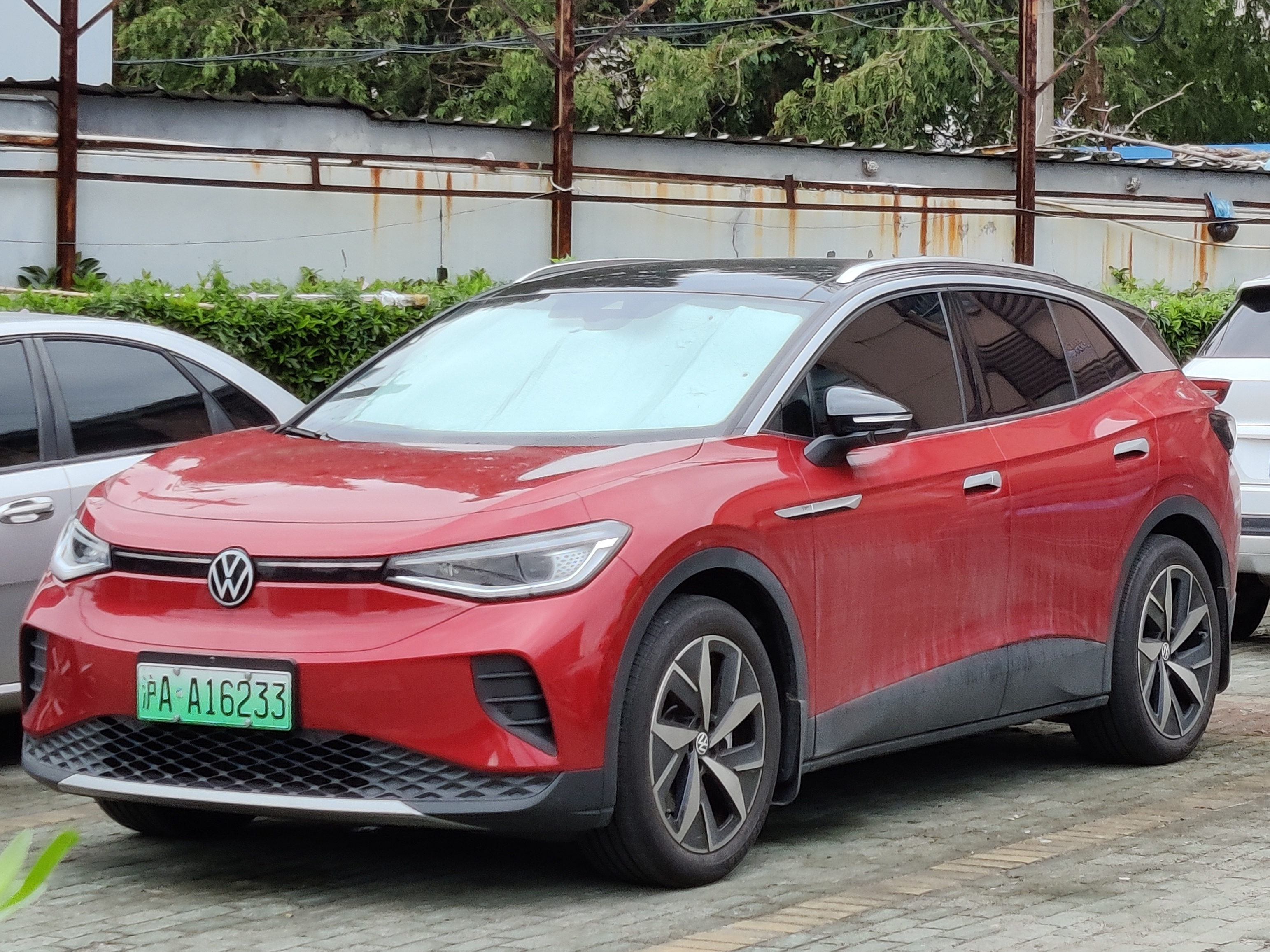
폭스바겐 ID.4 크로즈 (중국)
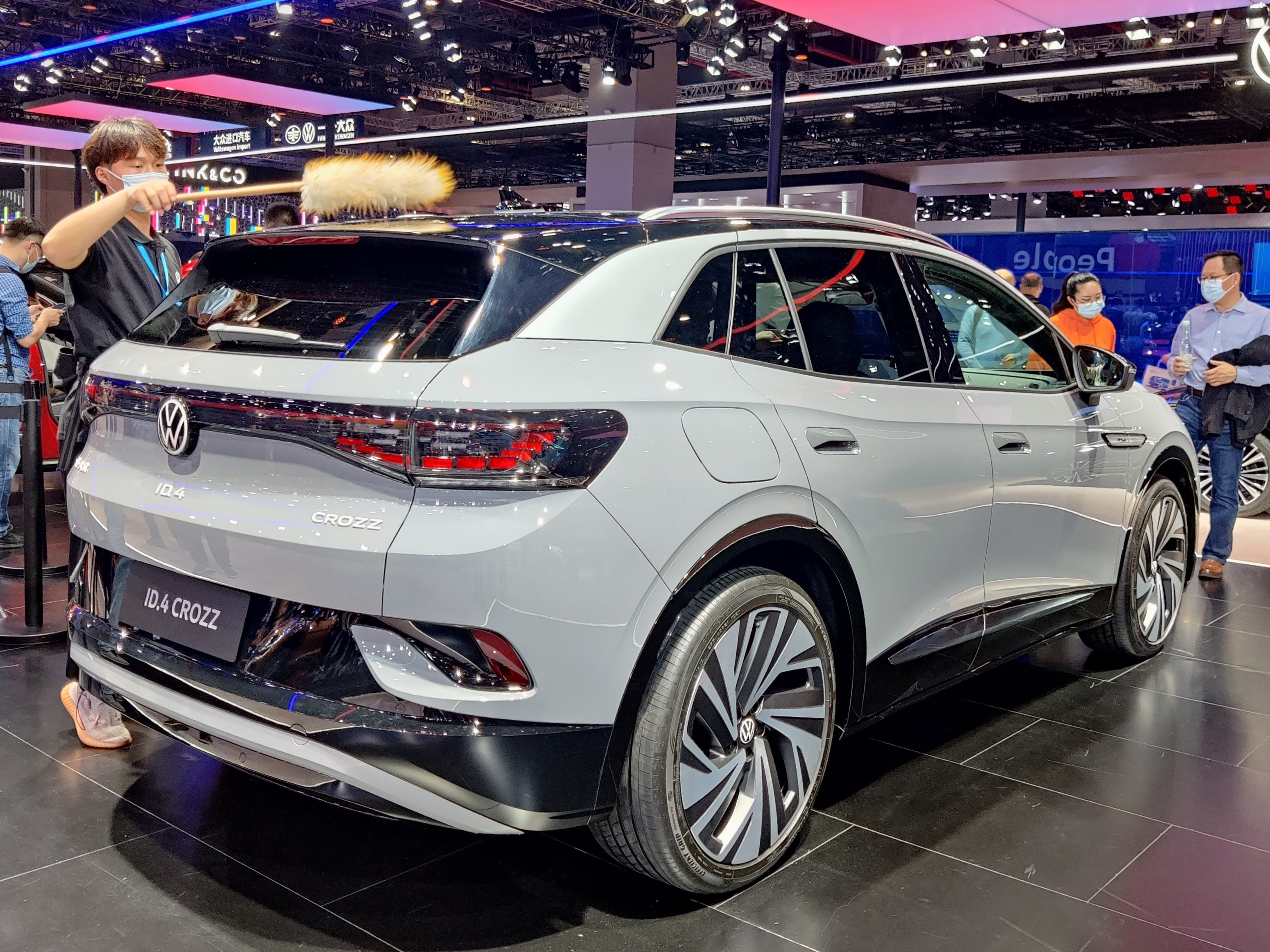
폭스바겐 ID.4 크로즈 (중국)
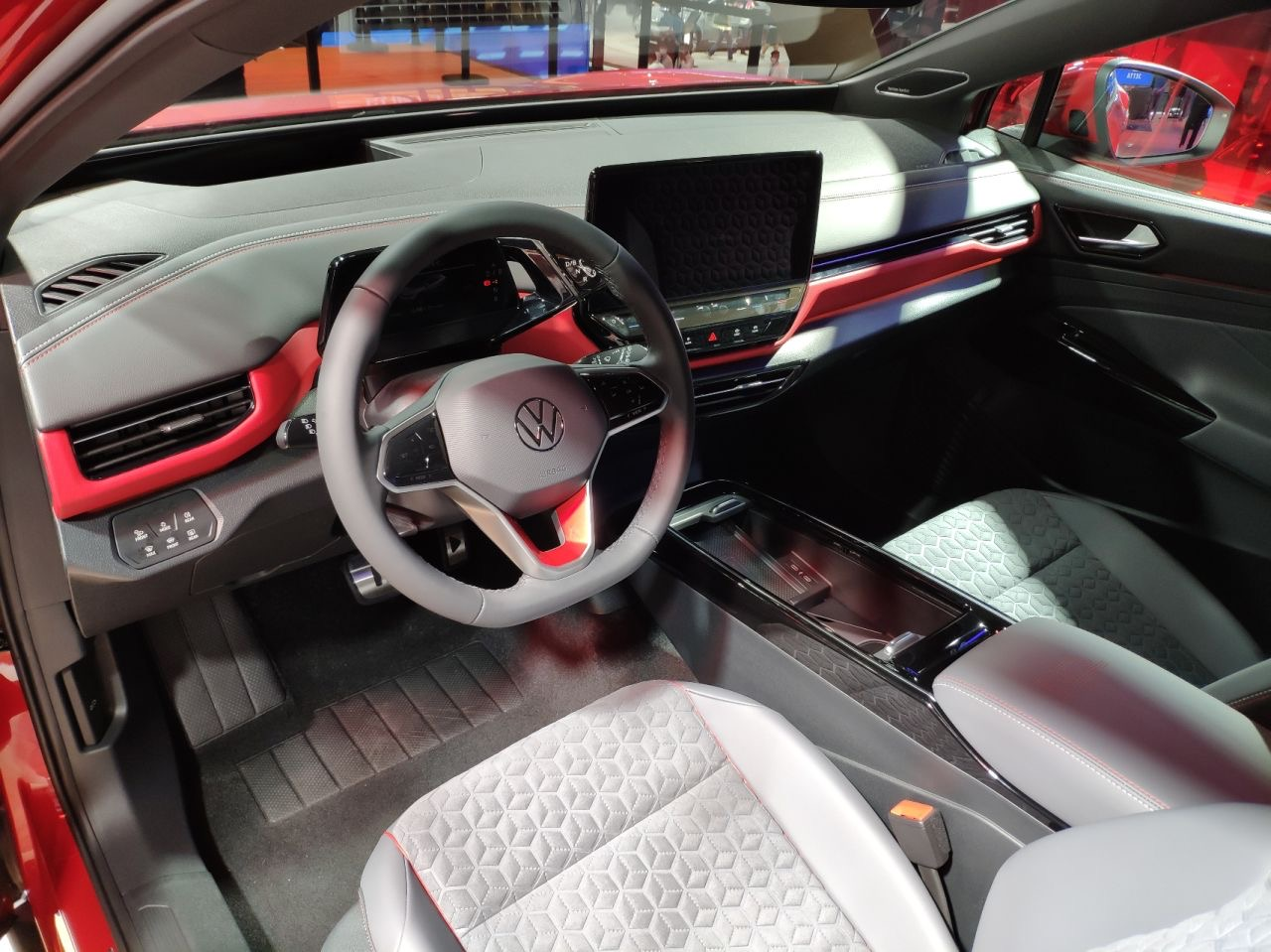
폭스바겐 ID.4 크로즈 내부
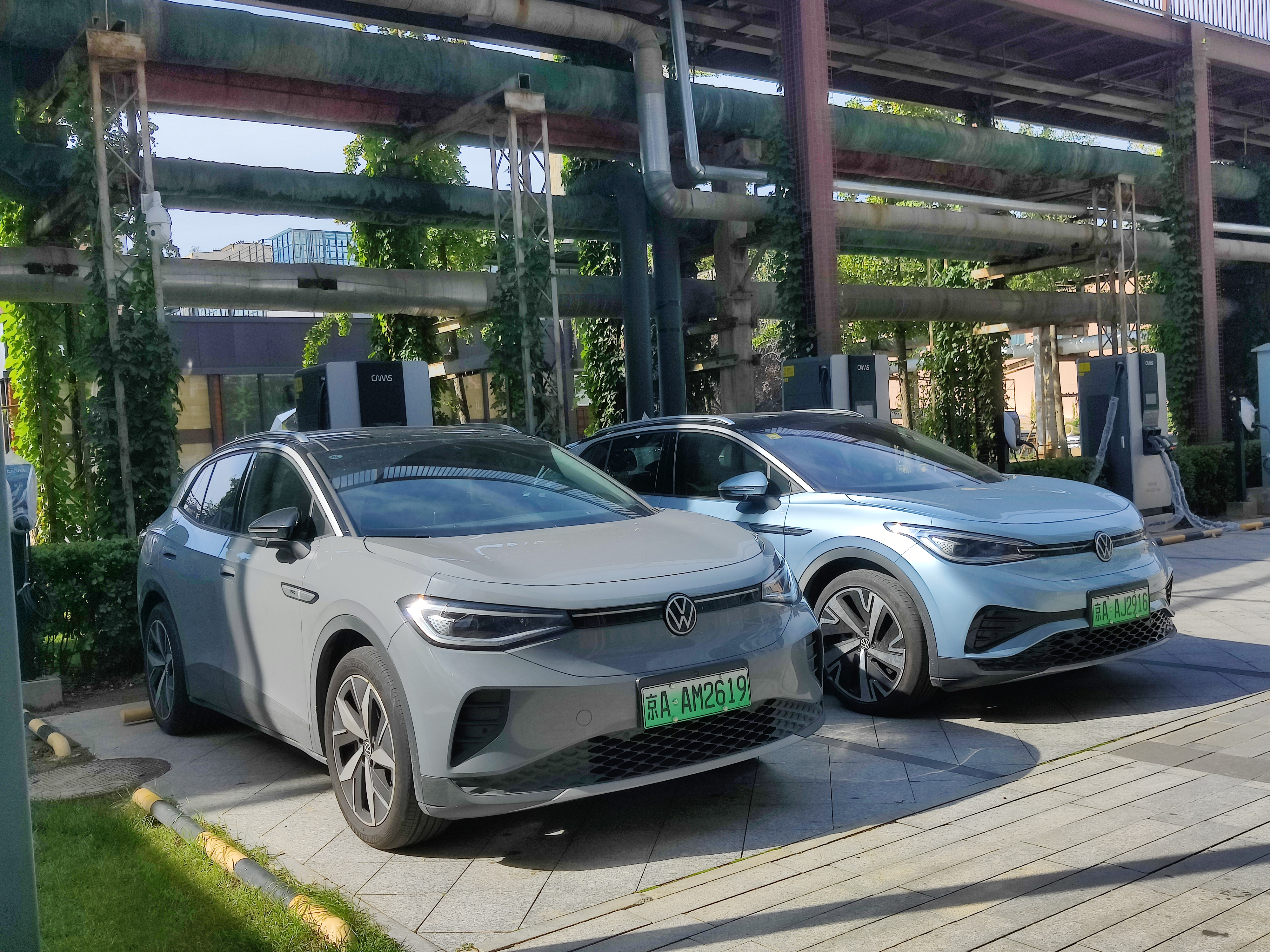
폭스바겐 ID.4 크로즈와 ID.4 X 나란히

## 안전
북미 시장의 ID.4는 2021년부터 2023년까지 IIHS에서 "톱 세이프티 픽+" 등급을 받았다.
| 소형 오버랩 전면 (운전자)              | 양호 | 양호 |
| 소형 오버랩 전면 (승객)                | 양호 | 양호 |
| 중형 오버랩 전면 (원래 테스트)         | 양호 | 양호 |
| 측면 (원래 테스트)                     | 양호 | 양호 |
| 측면 (업데이트된 테스트)               | 양호 | 양호 |
| 루프 강도                              | 양호 | 양호 |
| 머리 받침 및 시트                      | 양호 | 양호 |
| 헤드라이트 (트림/옵션에 따라 다름)     | 양호 | 보통 |
| 전면 충돌 방지: 차량 대 차량           | 우수 | 우수 |
| 전면 충돌 방지: 차량 대 보행자 (주간)  | 고급 | 고급 |
| 전면 충돌 방지: 차량 대 보행자 (야간)  | 기본 | 기본 |
| 어린이 카시트 앵커 (LATCH) 사용 편의성 | 양호 | 양호 |

## 판매 및 마케팅
| 연도 | 글로벌 생산 | 글로벌 생산 | 유럽   | 미국   | 중국   | 중국       |
| 연도 | ID.4        | ID.5        | 유럽   | 미국   | ID.4 X | ID.4 Crozz |
| ---- | ----------- | ----------- | ------ | ------ | ------ | ---------- |
| 2020 | 6,487       |             | 4,810  |        |        |            |
| 2021 | 134,319     | 134,319     | 53,605 | 16,742 | 23,174 | 26,853     |
| 2022 | 207,934     | 207,934     | 67,655 | 20,511 | 33,761 | 34,273     |
| 2023 | 223,425     | 223,425     |        | 37,789 |        |            |
| 2024 | 182,000     | 182,000     |        | 17,021 |        |            |

2023년 프랑스 애니메이션 영화 레이디버그와 블랙캣: 더 무비에서 블랙캣은 폭스바겐과 프랑스 회사 ZAG Inc.의 계약에 따라 ID.4를 운전한다.

## 같이 보기
- 폭스바겐 ID.3
- 폭스바겐 ID. 버즈